# Tidde Wyneda

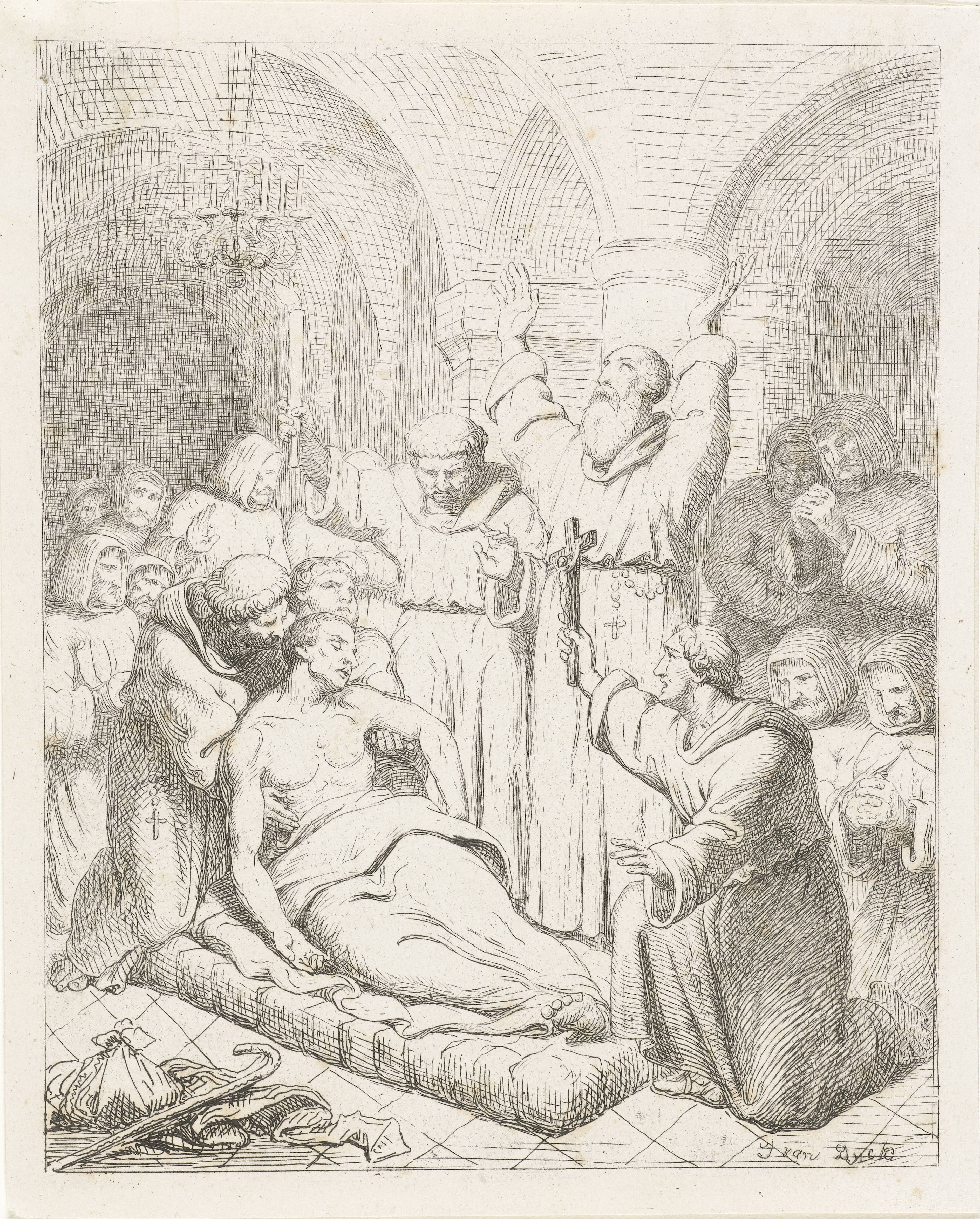
De dood van Tiddo Winnenga. Ets van Jacobus van Dijk bij een verhaal van Josephus van der Horst uit 1854 (Rijksmuseum Amsterdam, Collectie de la Faille).

De Reiderlander hoofdeling Tidde Wyneda of Tydde Wynnelde (zoals hij in een document uit 1413 wordt genoemd) speelde in de jaren rondom 1413 een rol van betekenis in de strijd tussen Schieringers en Vetkopers. Tidde Wyneda stond aan de zijde van de Emder proost Hisko Abdena en de Schieringers, die omstreeks die tijd uit de kuststreek verjaagd werden.
Door enkele getuigen in 1565 werd Tidde Wyneda - door hen als Tidde Winnengha aangeduid - verantwoordelijk gehouden voor het ontstaan van de Dollard, zoals dat bij hun ouders en voorouders al bekend was geweest. Hij zou een regent of mederegent van Reiderland zijn geweest en bezat veel land. Door de bewoners aangesproken om de dijken te repareren, antwoordde hij dat hij niet eerder wolde dycken, eer end voer de vloet een speetse (spies) hoghe over syn landt solde loepen.
Tidde Wyneda heeft waarschijnlijk gewoond in de Tydwyneda borch te Wynedaham. De borg wordt genoemd in een tweetal verdragen met de jaartallen 1391 en 1420 en stond in de buurt van de plaats waar de Tjamme en de Reider Ee samenkwamen, waarschijnlijk in de omgeving van Nieuwe Statenzijl. Deze plek werd nog in 1620 als Winingaham aangeduid. Daarnaast had Tidde landbezit in de omgeving van de Punt van Reide. In 1413 beloven de schieringsgezinde hoofdelingen Hiske Abdena van Emden en diens schoonzoon Haye Addinga van Westerwolde hem niet aan te vallen. Dit nadat zijn familieleden hun borg te Reide aan de stad Groningen hebben overgedragen. Volgens de overlevering bracht Tidde zijn nadagen door in het klooster Palmar, waar hij als verarmde kostganger zou zijn opgenomen.
Nakomelingen van Tidde Wyneda belandden vermoedelijk het Oldambt. In 1441 en 1454 wordt een zekere Aijlko Wijngen te Eexta vermeld; een dochter huwde volgens overleveringen de stamvader van de familie Huninga. Ook de familie Tiddinga werd met Tidde's nalatenschap in verband gebracht; volgens de kroniekschrijver Eggerik Beninga was de Dollard ontstaan doordat de Tidinge hadden nagelaten hun dijken te repareren. Andere leden van de familie Weynga woonden in Scheemda en Woldendorp.
Het verhaal van Tidde Winnengha is verwant aan andere, typisch Nederlandse volksverhalen, maar is aanmerkelijk ouder dan zijn meeste tegenhangers. Een variant komt voor in de Prophecye van Jarfke uit 1597, waar de ambtman van het Wold-Oldambt, Aysso Phebekens tho Wartum (ov. 1589), een vergelijkbare rol krijgt toebedeeld.
Tiddo Winnenga speelt de hoofdrol in een verhaal van de katholieke schrijver Johannes Josephus van der Horst uit 1854. Jacobus van Dijck (1817-1896) maakte er een ets bij. Hij vormt tevens de hoofdpersoon in een roman van de Duitse schrijver en Heimat-kenner Herbert Röhrig (1903-1977) uit Hannover.De schrijver Cor Bruijn wijdde een modern volksverhaal verhaal aan Tidde Winninga.
In Emden (Nedersaksen) bestaat een Tide-Winnenga-Weg.